# Pinocchio (mascotte)
Pinocchio is de mascotte van het Europees kampioenschap voetbal 1980 en van het Wereldkampioenschap wielrennen 2013 die werden gehouden in Italië.

## Europees kampioenschap voetbal 1980
Het Europees kampioenschap 1980 was het eerste Europees kampioenschap waarbij een mascotte werd ingezet. Sinds 1960 was dit bij Wereldkampioenschappen eerder wel het geval. Pinnochio is gebaseerd op het Italiaanse sprookjesfiguur Pinokkio. Zijn beeltenis bestaat uit een houten poppetje met een neus in de kleuren van de Italiaanse vlag. Op zijn hoofd heeft hij zwart haar en hij draagt een wit papieren hoedje met in zwarte letters de tekst Europa 80. Onder zijn rechterhand draagt hij een voetbal. Als Italiaans mascotte werd hij tijdens het Wereldkampioenschap voetbal 1990 opgevolgd door Ciao.

## Wereldkampioenschap wielrennen 2013
Op 26 oktober 2012 hadden de organisatoren van het WK wielrennen 2013 Pinokkio als de mascotte voor het wereldkampioenschappen wielrennen 2013 voorgesteld. Het houten mannetje is getooid in een regenboogtrui en een hoedje met hetzelfde motief. De keuze voor de marionet wiens neus langer wordt als hij liegt was opvallend te noemen kort nadat de wielerwereld werd opgeschrikt door de dopingzaak van Lance Armstrong. De beslissing om voor het geesteskind van de Florentijnse schrijver Carlo Collodi te gaan, was volgens de organisatoren echter al veel eerder genomen.
1980: Pinocchio ·
1984: Peno ·
1988: Berni ·
1992: Rabbit ·
1996: Goliath ·
2000: Benelucky ·
2004: Kinas ·
2008: Trix en Flix ·
2012: Slavek en Slavko ·
2016: Super Victor ·
2020: Skillzy ·
2024: Albärt